# 马高庄乡
马高庄乡，是中华人民共和国宁夏回族自治区吴忠市同心县下辖的一个乡镇级行政单位。

## 行政区划
马高庄乡下辖以下地区：
沟滩村、白阳洼村、马高庄村、乔家湾村、邱家渠村、塘上庄村、张家岔村、赵家树村、何家渠村和白阴洼村。